# Virbo med Ekö skärgård
Virbo med Ekö skärgård är ett naturreservat som omfattar ett skärgårdsområde på totalt 675 hektar med Ekö som huvudö.
Syftet med naturreservatet är att bevara en oexploaterad skärgårdsmiljö med särskilt skydd för vissa växt- och djurarter. Ekö hör till urbergsskärgården och karaktäriseras av sina släta klippor av granit. Trädfloran är blandad och består främst av ek, tall och en.